# Ministère de l'Éducation de l'Ontario
Pour les articles homonymes, voir Ministère de l'Éducation.
Le ministère de l'Éducation de l'Ontario (Anglais: Ontario Ministry of Education) est l'agence du gouvernement de l'Ontario responsable pour la politique gouvernementale concernant l'éducation publique aux niveaux primaires et secondaires. 
Le ministère est responsable du programme de l'éducation pour toutes les écoles publiques primaires et secondaires reconnues dans la province et quelques-unes dehors de l'Ontario. Le ministère est responsable aussi des commissions scolaires publiques et privés dans la province, mais il n'est pas impliqué dans les opérations au jour le jour. Le ministère subventionne aussi les institutions post-secondaires de la province, mais il n'a pas beaucoup d'autorité dans la planification du curriculum. 
Le ministre de l'Éducation actuel est Stephen Lecce.

## Ministres de l'Éducation
|       | Ministre             | Années                |
| ----- | -------------------- | --------------------- |
|       | Adam Crooks          | 1876 – 1883           |
|       | Arthur Sturgis Hardy | 1883                  |
|       | George Ross          | 1883 – 1899           |
|       | Richard Harcourt     | 1899 – 1905           |
|       | Robert Pyne          | 1905 – 1918           |
|       | Henry John Cody      | 1918 – 1919           |
|       | Robert Grant         | 1919 – 1923           |
|       | Howard Ferguson      | 1923 – 1930           |
|       | George Henry         | 1930 – 1934           |
|       | Leonard Simpson      | 1934 – 1940           |
|       | Duncan McArthur      | 1940 – 1943           |
|       | George Drew          | 1943 – 1948           |
|       | Dana Porter          | 1948 – 1951           |
|       | William Dunlop       | 1951 – 1959           |
|       | John Robarts         | 1959 – 1962           |
|       | Bill Davis           | 1962 – 1971           |
|       | Robert Welch         | 1971 – 1972           |
|       | Thomas Wells         | 1972 – 1978           |
|       | Bette Stephenson     | 1978 – 1985           |
|       | Larry Grossman       | 1985                  |
|       | Sean Conway          | 1985 – 1987           |
|       | Christopher Ward     | 1987 – 1989           |
|       | Sean Conway          | 1989 - 1990           |
|       | Marion Boyd          | 1990 – 1991           |
|       | Tony Silipo          | 1991 – 1993           |
|       | Dave Cooke           | 1993 – 1995           |
|       | John Snobelen        | 1995 – 1997           |
|       | David Johnson        | 1997 – 1999           |
|       | Janet Ecker          | 1999 – 2002           |
|       | Elizabeth Witmer     | 2002 – 2003           |
|       | Gerard Kennedy       | 2003 – 2006           |
|       | Sandra Pupatello     | 2006                  |
|       | Kathleen Wynne       | 2006 – 2010           |
|       | Leona Dombrowsky     | 2010 – 2011           |
|       | Laurel Broten        | 2011 – 2013           |
|       | Liz Sandals          | 2013 - 2016           |
|       | Mitzie Hunter        | 2016 - 2018           |
|       | Indira Naidoo-Harris | 2018                  |
|       | Lisa Thompson        | 2018 - 2019           |
|       | Stephen Lecce        | 2019 - 2024           |
|       | Todd Smith           | juin 2024 - août 2024 |
|       | Jill Dunlop          | depuis août 2024      |
| 1. 2. |                      |                       |